# Ołeksandr Babycz
Ołeksandr Ołeksandrowycz Babycz, ukr. Олександр Олександрович Бабич (ur. 15 lutego 1979 w Ałczewsku, w obwodzie ługańskim) – ukraiński piłkarz, grający na pozycji obrońcy, a wcześniej pomocnika, trener piłkarski.

## Kariera piłkarska

### Kariera klubowa
Wychowanek Szkoły Piłkarskiej Dnipro Dniepropetrowsk. W 1997 rozpoczął karierę piłkarską w drugoligowej drużynie Kremiń Krzemieńczuk. Również występował w farm klubie Hirnyk-Sport Komsomolsk. Na początku 1998 został zaproszony do Dnipra Dniepropetrowsk, ale grał tylko w drugiej i trzeciej drużynie klubu. Latem 2001 został piłkarzem Polihraftechniki Oleksandria, a po zakończeniu sezonu wyjechał do Rosji, gdzie przez trzy lata bronił barw Anży Machaczkała. Latem 2005 powrócił do Ukrainy, gdzie został piłkarzem Metalista Charków. W styczniu 2009 przeszedł do Czornomorca Odessa, w którym latem 2010 został wybrany na kapitana drużyny. W lutym 2012 postanowił zakończyć karierę piłkarską.

## Kariera trenerska
Po zakończeniu kariery piłkarza rozpoczął pracę szkoleniową. Najpierw pracował z drużynami U-19 oraz U-21 Czornomorca Odessa. 16 grudnia 2014 po odejściu Romana Hryhorczuka awansował na stanowisko pełniącego obowiązki głównego trenera Czornomorca Odessa. 21 sierpnia 2017 podał się do dymisji. 22 września 2017 stał na czele FK Mariupol.

## Sukcesy i odznaczenia

### Sukcesy klubowe
- brązowy medalista Mistrzostw Ukrainy: 2007, 2008, 2009